# Sainte-Maure de Touraine
Il Sainte-Maure de Touraine è un formaggio francese a pasta molle da latte crudo di capra.
Dal 1990 gode del marchio AOC, ossia dell'Appellation d'origine contrôlée.